# Banc Balear
El Banc Balear va ser el primer banc mallorquí d'emissió. Va ser creat el juny de 1864 i entre els seus fundadors més destacats hi figuraven Gregori Oliver Canyelles, Joan Sureda Villalonga, Antoni Coll Muntaner i Mateu Ferragut Villalonga. El seu capital social era de 40 milions de rals, dividit en 2.000 accions. Emetia i posava en circulació bitllets al portador i va ser l'introductor del paper moneda a l'illa. La guerra francoprussiana causà perjudicis a les seves relacions exteriors, així com l'epidèmia de Barcelona (1870), que paralitzà les relacions amb aquesta ciutat. El 1871, comprà l'antic convent de la Misericòrdia per edificar la seva seu social, dissenyada per l'arquitecte Miquel Rigo Clar. El 1874 va perdre el privilegi de circulació financera i va esser absorbit per la delegació del Banc d'Espanya, que retirà de la circulació els 12 milions de rals que havia emès, però mantengué el mateix personal i les seves altres activitats.